# 日本語学 (雑誌)
『日本語学』（にほんごがく）とは、明治書院から刊行されている学術雑誌。

## 概要
毎号に特集テーマを設け、多彩な視点から日本語研究の最先端を収載して、広く一般に紹介している。また、教育現場の指導に資する実際的・具体的な情報を提供しており、国語教育ならびに日本語教育の橋渡しをする。
1982年（昭和57年）から発行されており、当初は月刊誌であった。2020年（令和2年）からは季刊誌となった。